# Anvar Alajiarov
Anvar Alajiarov (en ruso: Анвар Аллахьяров) es un deportista ruso que compite en lucha grecorromana. Ganó una medalla de bronce en el Campeonato Europeo de Lucha de 2024, en la categoría de 63 kg.

## Palmarés internacional
| Campeonato Europeo | Campeonato Europeo | Campeonato Europeo | Campeonato Europeo |
| Año                | Lugar              | Medalla            | Categoría          |
| ------------------ | ------------------ | ------------------ | ------------------ |
| 2024               | Bucarest (Rumania) | Medalla de bronce  | 63 kg              |